# 북아시아
북아시아(영어: Northern Asia)는 아시아 대륙의 북부 지역을 의미하며, 주로 러시아의 아시아 지역(시베리아와 극동 러시아)을 포함하는 광활한 지역이다. 일부 정의에서는 몽골과 카자흐스탄의 북부 지역, 중가리아까지 포함하기도 한다.
우랄 산맥에서 태평양 연안까지 뻗어 있으며, 대부분이 시베리아로 알려진 광대한 지역을 포함한다. 주요 지형으로는 시베리아 평원, 중앙시베리아 고원, 동시베리아 산지 등이 있으며, 북쪽으로는 북극해와 접해 있다. 또한 서쪽으로는 알류샨 열도, 남쪽으로는 홋카이도와 접한다. 주요 강으로는 오비강, 예니세이강, 레나강 등이 있으며, 이 강들은 북극해로 흐른다. 바이칼 호수는 세계에서 가장 깊은 호수이자 담수량이 가장 많은 호수 중 하나다.
대부분이 아한대(냉대 기후, 타이가 지역)와 한대(툰드라 지역) 기후를 띠며, 겨울이 매우 길고 추위가 강한 편이다. 연교차가 세계에서 가장 큰 지역 중 하나로, 러시아의 오이먀콘은 세계에서 가장 추운 정착지로 기록된다.
오래전부터 여러 유목 민족이 살아온 곳으로, 몽골 제국, 스키타이, 훈족 등의 활동 무대였다. 러시아 제국은 16~17세기에 걸쳐 시베리아를 정복하고 동쪽으로 확장하였으며, 이후 소련 시기에 더욱 발전하였다. 다양한 소수 민족(야쿠트족, 부랴트족, 튀르크계 민족 등)이 거주하며, 러시아 문화와 전통적인 샤머니즘, 불교 등의 요소가 혼합된 문화를 형성하고 있다.
천연자원의 보고로, 석유, 천연가스, 석탄, 금, 다이아몬드 등의 자원이 풍부하다. 시베리아 횡단철도는 이 지역의 경제적 연결성을 강화하는 중요한 교통망이다. 산업 발전이 이루어지고 있지만, 혹독한 기후와 인구밀도가 낮은 점이 경제 개발의 걸림돌이 되기도 한다.

## 같이 보기
- 아시아 러시아